# Sergio Rodríguez Sánchez
Sergio Rodríguez (nacido el 22 de agosto de 1990 en Talavera de la Reina, España) es un futbolista español. Juega de defensa y su club actual es  la R.B Linense. Es hermano del futbolista David Rodríguez Sánchez.

## Carrera
Formado en la cantera de la Atlético de Madrid, alcanzó su primer filial en 2008, donde permaneció hasta 2010, año en que se marchó al Celta de Vigo "B", en donde estuvo hasta 2011. En ese año se pasó al C.D. Tenerife, donde jugó dos temporadas. En el año 2013 se unió al Lucena. En 2014 se incorporó al CF Talavera de la Reina equipo de su ciudad natal, donde permaneció dos campañas.
En 2016 se unió al Extremadura UD, para fichar un año después por la R.B Linense.

## Clubes
| Club                     | País   | Año        |
| ------------------------ | ------ | ---------- |
| Atlético de Madrid "B"   | España | 2008-2010  |
| Celta de Vigo "B"        | España | 2010-2011  |
| C.D. Tenerife            | España | 2011-2013  |
| Lucena                   | España | 2013-2014  |
| CF Talavera de la Reina  | España | 2014-2016  |
| Extremadura U. D.        | España | 2016- 2017 |
| Real Balompédica Linense | España | 2017-      |

## Selección nacional
Su debut como internacional fue con la Selección de fútbol sub-17 el 19 de agosto de 2007 en Ulsan, en la Copa Mundial de Fútbol Sub-17 de 2007 en la que la selección española ganó 4-2 a la selección de Honduras, jugando un total de 6 partidos en dicha copa y en la que alcanzaron el subcampeonato. Compartiendo vestuario con jugadores de la talla de David de Gea, Bojan Krkić, Jordi Pablo, Fran Mérida, Dani Aquino, Camacho, Asier Illarramendi, David Villa, Sergio Ramos y Iago Falque.
Jugó un partido con la Selección de fútbol sub-19 el día 7 de octubre de 2008 contra Suiza, en donde perdieron por 0-2.

## Palmarés
| Título         | Equipo              | Sede    | Año  |
| -------------- | ------------------- | ------- | ---- |
| Europeo Sub-17 | Selección de España | Bélgica | 2007 |

- Datos: Q23642310